# Jouac
Jouac é uma comuna francesa na região administrativa da Nova Aquitânia, no departamento de Alto Vienne. Estende-se por uma área de 20,31 km². Em 2010 a comuna tinha 182 habitantes (densidade: 9 hab./km²).